# جولیانو تئاتینو
جولیانو تئاتینو (به ایتالیایی: Giuliano Teatino) یک کومونه در ایتالیا است که در استان کییتی واقع شده‌است.

## خصوصیات
جولیانو تئاتینو ۹ کیلومترمربع مساحت و ۱٬۳۶۶ نفر جمعیت دارد و ۲۷۰ متر بالاتر از سطح دریا واقع شده‌است.